# Bulbophyllum psilorhopalon
Bulbophyllum psilorhopalon là một loài phong lan thuộc chi Bulbophyllum.